# No Stress (Irama e Rkomi)
No Stress  è un album in studio collaborativo del cantautore italiano Irama e del rapper italiano Rkomi, pubblicato il 7 luglio 2023 dalla Island Records e Atlantic Records.

## Descrizione
Il progetto discografico è il primo degli artisti pubblicato assieme, dopo i progetti solisti Taxi Driver di Rkomi e Il giorno in cui ho smesso di pensare di Irama. L'album vede la collaborazione di numerosi autori e produttori, tra cui Takagi & Ketra, Shablo, Guè Pequeno e Ernia.

In un'intervista rilasciata a Rolling Stone Italia, Irama ha raccontato il processo creativo dietro al progetto e il significato dell'album:
(Irama)
Nella medesima intervista Rkomi ha spiegato l'artwork dell'album e la scelta del titolo:
(Rkomi)

## Promozione
Il 9 giugno 2023 è stato pubblicato il primo singolo estratto dall'album Hollywood. Il 19 giugno 2023 è stato annunciato il No Stress Tour, atto a promuovere l'album.

## Accoglienza
| Recensione       | Giudizio |
| ---------------- | -------- |
| All Music Italia | 6,75/10  |
| Newsic           | 6,5/10   |
| Rockol           | 6,5/10   |

Fabio Fiume di All Music Italia ha assegnato al progetto un punteggio di 6,75, scrivendo che sebbene il duo appaia come «una delle coppie meno probabili» per un progetto discografico condiviso, questo «oggettivamente sembra davvero frutto di una buona amicizia, di una conoscenza reale», definendolo «godibile e spendibile». Fiume sottolinea che il lavoro di produzione risulti «impeccabile», anche se non si sentono strumenti reali, tendendo in alcune tracce ad emulare Blanco o Clementino.
Marco Macchi di Newsic scrive che nel progetto i due artisti sono riusciti a «fondersi mantenendo intatte le loro matrici e caratteristiche sonore», realizzando un album con «un senso e una credibilità», sebbene vi siano tracce con «propensione hit» meno riuscite nel complesso. Claudio Cabona di Rockol definisce il progetto «leggero ed estivo», trovandovi numerosi riferimenti musicali, tra cui «[musica] anni ’80 fino al sound multistrato di Drake, e al pop internazionale di nuova generazione, passando per il cantautorato italiano e alcune influenze latin», descrivendolo come un «esperimento giocoso» che tuttavia non rimarrà «nella storia del rap e del pop».

## Tracce
1. Hollywood (feat. Shablo) – 3:05 (Filippo Maria Fanti, Mirko Manuele Martorana, Pablo Miguel Lombroni Capalbo, Giuseppe Colonnelli, Karakaz)
2. Sexy (feat. Guè) – 2:36 (Filippo Maria Fanti, Mirko Manuele Martorana, Cosimo Fini, Giuseppe Colonnelli, Karakaz, Robert Ner)
3. Quando piove – 2:59 (Filippo Maria Fanti, Mirko Manuele Martorana, Giuseppe Colonnelli, Luca Faraone, Karakaz, Pablo Miguel Lombroni Capalbo)
4. Sulla pelle – 2:50 (Filippo Maria Fanti, Mirko Manuele Martorana, Giacomo Pasutto, Giulio Nenna, Giuseppe Colonnelli, Junior K, Karakaz, Cromatico)
5. Gravità – 2:25 (Filippo Maria Fanti, Mirko Manuele Martorana, Giulio Nenna, Giuseppe Colonnelli, Karakaz, Cucina Sonora)
6. Petrolio – 3:59 (Filippo Maria Fanti, Mirko Manuele Martorana, Eydren, Giulio Nenna, Giuseppe Colonnelli)
7. Un'altra bugia – 3:04 (Filippo Maria Fanti, Mirko Manuele Martorana, Giuseppe Colonnelli, Junior K, BONGI)
8. Urlami addosso – 3:16 (Filippo Maria Fanti, Mirko Manuele Martorana, Shune, Junior K, Giuseppe Colonnelli, Daniele Fossatelli, Karakaz)
9. Precipito (feat. Takagi & Ketra) – 3:09 (Filippo Maria Fanti, Mirko Manuele Martorana, Alessandro Merli, Fabio Clemente, Giuseppe Colonnelli, Karakaz)
10. Con gli stessi occhi – 2:52 (Filippo Maria Fanti, Mirko Manuele Martorana, Giuseppe Colonnelli, Luca Faraone, Pablo Miguel Lombroni Capalbo)
11. Figlio unico (feat. Kid Yugi & Ernia) – 4:05 (Filippo Maria Fanti, Mirko Manuele Martorana, Matteo Professione, Francesco Stasi, Corredor & Zor Beats)

## Classifiche

### Classifiche settimanali
| Classifica (2023) | Posizione massima |
| ----------------- | ----------------- |
| Italia            | 2                 |

### Classifiche di fine anno
| Classifica (2023) | Posizione |
| ----------------- | --------- |
| Italia            | 54        |